# Beardmoreův ledovec

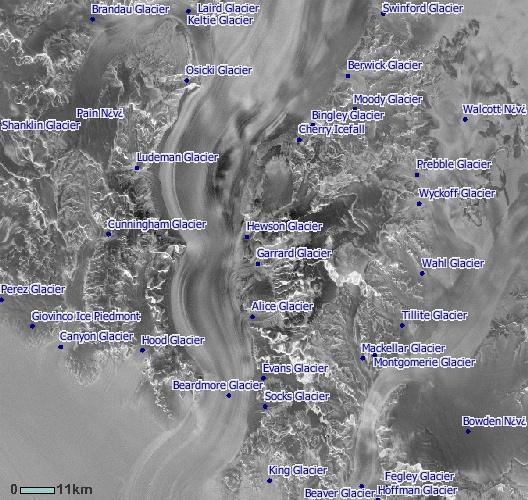
Beardmoreův ledovec

Beardmoreův ledovec je ledovec v Antarktidě. S délkou 160 kilometrů a šířkou až 30 kilometrů je to jeden z největších světových ledovců. Zároveň se jedná o významný a historicky první průchod z Rossova šelfového ledovce přes Transantarktické pohoří na Jihopolární plošinu.
Beardmoreův ledovec objevil Ernest Henry Shackleton v rámci expedice Nimrod v roce 1908 a pojmenoval jej po sponzorovi výpravy, Williamu Beardmoreovi. Shackleton po ledovci prošel na Jihopolární plošinu, ale nepodařilo se mu dosáhnout svého cíle, jižního pólu. Trasou přes Beardmoreův ledovec se podařilo dojít na jižní pól až v roce 1912 výpravě z expedice Terra Nova pod vedením Roberta Scotta. Jejich úspěch byl však jen částečný, protože jednak na zpáteční cestě zahynuli, jednak je v závodu o prvenství v dosažení jižního pólu o několik týdnů předběhla výprava norské jihopolární expedice, která pod vedením Roalda Amundsena pronikla na Jihopolární plošinu přes ledovec Axela Heiberga.